# Stephanorrhina simillima
Stephanorrhina simillima är en skalbaggsart som beskrevs av John Obadiah Westwood 1841. Stephanorrhina simillima ingår i släktet Stephanorrhina och familjen Cetoniidae. Inga underarter finns listade i Catalogue of Life.